# باستروب باستروب
باستروب باستروب (بالإنجليزية: Wayne Bastrup)‏ مواليد 20 يناير 1976 في بورت تاونسند، واشنطن، هو ممثل أمريكي بدأ مسيرته الفنية عام 2003.

## الأعمال
- المبيد جنسايس
- ذا منتاليست
- سي اس آي: نيويورك

## وصلات خارجية
- الموقع الرسمي
- باستروب باستروب على موقع IMDb (الإنجليزية)
- باستروب باستروب على موقع قاعدة بيانات الفيلم (الإنجليزية)